# Narzisstische Zahl
Die narzisstischen Zahlen (auch Armstrong-Zahlen genannt) sind eine Teilmenge natürlicher Zahlen, die durch bestimmte Rechenvorschriften ihrer Ziffern sich selbst erzeugen. Sie spielen in der reinen Mathematik allerdings keine besondere Rolle, da sie stark vom verwendeten Zahlensystem (in der Regel vom Dezimalsystem) abhängen und somit keinen echten wissenschaftlichen Nutzen bringen.

## Armstrong-Zahlen
Eine Armstrong-Zahl (nach Michael F. Armstrong) oder PPDI (pluperfect digital invariant) ist eine Zahl, deren Summe ihrer Ziffern, jeweils potenziert mit der Stellenanzahl der Zahl, wieder die Zahl selbst ergibt.
Mit anderen Worten:
Eine n-stellige Zahl der Form
{\displaystyle a=a_{n}\cdot 10^{n-1}+a_{n-1}\cdot 10^{n-2}+a_{n-2}\cdot 10^{n-3}+\ldots +a_{2}\cdot 10^{1}+a_{1}\cdot 10^{0}} mit {\displaystyle 0\leq a_{i}\leq 9} und {\displaystyle 1\leq i\leq n}
ist eine Armstrong-Zahl, wenn gilt:
{\displaystyle a_{n}^{n}+a_{n-1}^{n}+a_{n-2}^{n}+\cdots +a_{1}^{n}=a}.

### Beispiele
Beispiel 1:
Ein Beispiel für eine solche Zahl mit der Potenz n=5 ist die fünfstellige Zahl 54748:
{\displaystyle 54748=5^{5}+4^{5}+7^{5}+4^{5}+8^{5}=3125+1024+16807+1024+32768}
Beispiel 2:
Die Liste von kleinsten narzisstischen Zahlen mit {\displaystyle n} Stellen im Dezimalsystem ist die folgende (wenn keine Zahl mit dieser Stellenzahl existiert, steht 0 an dieser Stelle):
1, 0, 153, 1634, 54748, 548834, 1741725, 24678050, 146511208, 4679307774, 32164049650, 0, 0, 28116440335967, 0, 4338281769391370, 21897142587612075, 0, 1517841543307505039, 63105425988599693916, 128468643043731391252, 0, … (Folge A014576 in OEIS)
Es gibt insgesamt genau 88 narzisstische Zahlen (ohne die 0) im Dezimalsystem. Die Anzahl ihrer Stellen gibt die folgende Zahlenliste an:
1, 3, 4, 5, 6, 7, 8, 9, 10, 11, 14, 16, 17, 19, 20, 21, 23, 24, 25, 27, 29, 31, 32, 33, 34, 35, 37, 38, 39 (Folge A114904 in OEIS)
Ordnet man diese Zahlen nach ihrer Stellenanzahl {\displaystyle n}, so erhält man folgende Tabelle (Folge A005188 in OEIS):
| n  | narzisstische Zahlen zur Basis 10                                                                      |
| -- | --- |
| 1  | 0, 1, 2, 3, 4, 5, 6, 7, 8, 9                                                                           |
| 3  | 153, 370, 371, 407                                                                                     |
| 4  | 1634, 8208, 9474                                                                                       |
| 5  | 54748, 92727, 93084                                                                                    |
| 6  | 548834                                                                                                 |
| 7  | 1741725, 4210818, 9800817, 9926315                                                                     |
| 8  | 24678050, 24678051, 88593477                                                                           |
| 9  | 146511208, 472335975, 534494836, 912985153                                                             |
| 10 | 4679307774                                                                                             |
| 11 | 32164049650, 32164049651, 40028394225, 42678290603, 44708635679, 49388550606, 82693916578, 94204591914 |
| 14 | 28116440335967                                                                                         |
| 16 | 4338281769391370, 4338281769391371                                                                     |

| n  | narzisstische Zahlen zur Basis 10 |
| -- | --- |
| 17 | 21897142587612075, 35641594208964132, 35875699062250035                                                                               |
| 19 | 1517841543307505039, 3289582984443187032, 4498128791164624869, 4929273885928088826                                                    |
| 20 | 63105425988599693916 |
| 21 | 128468643043731391252, 449177399146038697307                                                                                          |
| 23 | 21887696841122916288858, 27879694893054074471405, 27907865009977052567814, 28361281321319229463398, 35452590104031691935943           |
| 24 | 174088005938065293023722, 188451485447897896036875, 239313664430041569350093                                                          |
| 25 | 1550475334214501539088894, 1553242162893771850669378, 3706907995955475988644380, 3706907995955475988644381, 4422095118095899619457938 |

| n  | narzisstische Zahlen zur Basis 10 |
| -- | --- |
| 27 | 121204998563613372405438066, 121270696006801314328439376, 128851796696487777842012787, 174650464499531377631639254, 177265453171792792366489765 |
| 29 | 14607640612971980372614873089, 19008174136254279995012734740, 19008174136254279995012734741, 23866716435523975980390369295                      |
| 31 | 1145037275765491025924292050346, 1927890457142960697580636236639, 2309092682616190307509695338915                                               |
| 32 | 17333509997782249308725103962772 |
| 33 | 186709961001538790100634132976990, 186709961001538790100634132976991                                                                            |
| 34 | 1122763285329372541592822900204593 |
| 35 | 12639369517103790328947807201478392, 12679937780272278566303885594196922                                                                        |
| 37 | 1219167219625434121569735803609966019 |
| 38 | 12815792078366059955099770545296129367 |
| 39 | 115132219018763992565095597973971522400, 115132219018763992565095597973971522401                                                                |

### Verallgemeinerung
Wählt man eine andere Basis {\displaystyle b\neq 10}, so ist eine narzisstische Zahl analog zum Dezimalsystem definiert:
Eine n-stellige Zahl mit Basis b der Form
{\displaystyle a=a_{n}\cdot b^{n-1}+a_{n-1}\cdot b^{n-2}+a_{n-2}\cdot b^{n-3}+\ldots +a_{2}\cdot b^{1}+a_{1}\cdot b^{0}} mit {\displaystyle 0\leq a_{i}\leq b-1} und {\displaystyle 1\leq i\leq b}
ist eine narzisstische Zahl mit Basis b, wenn gilt:
{\displaystyle a_{n}^{n}+a_{n-1}^{n}+a_{n-2}^{n}+\cdots +a_{1}^{n}=a}.

### Beispiele
Beispiel 1:
Die Dezimalzahl {\displaystyle 62} ist eine narzisstische Zahl mit Basis {\displaystyle b=4}.
Es ist {\displaystyle 62=332_{4}} im Vierersystem (es ist {\displaystyle {\underline {3}}\cdot 4^{2}+{\underline {3}}\cdot 4^{1}+{\underline {2}}\cdot 4^{0}=62}), und tatsächlich gilt für die dann dreistellige Zahl: {\displaystyle 62=332_{4}=3^{3}+3^{3}+2^{3}}.
Beispiel 2:
Die Dezimalzahl {\displaystyle 2292} ist eine narzisstische Zahl mit Basis {\displaystyle b=6}.
Es ist {\displaystyle 2292=14340_{6}} im Sechsersystem (es ist {\displaystyle {\underline {1}}\cdot 6^{4}+{\underline {4}}\cdot 6^{3}+{\underline {3}}\cdot 6^{2}+{\underline {4}}\cdot 6^{1}+{\underline {0}}\cdot 6^{0}=2292}), und tatsächlich gilt für die dann fünfstellige Zahl: {\displaystyle 2292=14340_{6}=1^{5}+4^{5}+3^{5}+4^{5}+0^{5}}.
Eine Liste der narzisstischen Zahlen mit Basis {\displaystyle b=10} wurde schon weiter oben angegeben (Folge A005188 in OEIS).
Es folgt eine Liste der narzisstischen Zahlen mit Basis {\displaystyle b}, geschrieben im jeweiligen System (wobei aus Ermangelung an weiteren Ziffern {\displaystyle A=10,B=11,\ldots } gesetzt wird) bzw. im Dezimalsystem:
| Basis b | narzisstische Zahlen zur Basis b | narzisstische Zahlen zur Basis 10 |
| ------- | --- | --- |
| 2       | 0, 1 | 0, 1 |
| 3       | 0, 1, 2, 12, 22, 122 | 1, 2, 5, 8, 17 |
| 4       | 1, 2, 3, 130, 131, 203, 223, 313, 332, 1103, 3303 (Folge A010343 in OEIS) | 1, 2, 3, 28, 29, 35, 43, 55, 62, 83, 243 (Folge A010344 in OEIS) |
| 5       | 1, 2, 3, 4, 23, 33, 103, 433, 2124, 2403, 3134, 124030, 124031, 242423, 434434444, 1143204434402, 14421440424444 (Folge A010345 in OEIS) | 1, 2, 3, 4, 13, 18, 28, 118, 289, 353, 419, 4890, 4891, 9113, 1874374, 338749352, 2415951874 (Folge A010346 in OEIS) |
| 6       | 1, 2, 3, 4, 5, 243, 514, 14340, 14341, 14432, 23520, 23521, 44405, 435152, 5435254, 12222215, 555435035, 1053025020422, 1053122514003, 1435403205450, 1435403205451, 1450005114454, 2135254510352, 2145555022413, 2500150125455, 133024510545125, 13435022253535055, 15205355253553320, 15205355253553321, 105144341423554535 (Folge A010347 in OEIS) | 1, 2, 3, 4, 5, 99, 190, 2292, 2293, 2324, 3432, 3433, 6197, 36140, 269458, 391907, 10067135, 2510142206, 2511720147, 3866632806, 3866632807, 3930544834, 4953134588, 5018649129, 6170640875, 124246559501, 4595333541803, 5341093125744, 5341093125745, 19418246235419 (Folge A010348 in OEIS) |
| 7       | 1, 2, 3, 4, 5, 6, 13, 34, 44, 63, 250, 251, 305, 505, 12205, 12252, 13350, 13351, 15124, 36034, 205145, 1424553, 1433554, 3126542, 4355653, 6515652, 125543055, 161340144, 254603255, 336133614, 542662326, … (Folge A010349 in OEIS) | 1, 2, 3, 4, 5, 6, 10, 25, 32, 45, 133, 134, 152, 250, 3190, 3222, 3612, 3613, 4183, 9286, 35411, 191334, 193393, 376889, 535069, 794376, 8094840, 10883814, 16219922, 20496270, 32469576, 34403018, 416002778, 416352977, … (Folge A010350 in OEIS)                                            |
| 8       | 1, 2, 3, 4, 5, 6, 7, 24, 64, 134, 205, 463, 660, 661, 40663, 42710, 42711, 60007, 62047, 636703, 3352072, 3352272, 3451473, 4217603, 7755336, 16450603, 63717005, 233173324, 3115653067, 4577203604, 61777450236, 147402312024, … (Folge A010351 in OEIS)                                                                                             | 1, 2, 3, 4, 5, 6, 7, 20, 52, 92, 133, 307, 432, 433, 16819, 17864, 17865, 24583, 25639, 212419, 906298, 906426, 938811, 1122179, 2087646, 3821955, 13606405, 40695508, 423056951, 637339524, 6710775966, 13892162580, 32298119799, … (Folge A010354 in OEIS)                                   |
| 9       | 1, 2, 3, 4, 5, 6, 7, 8, 45, 55, 150, 151, 570, 571, 2446, 12036, 12336, 14462, 2225764, 6275850, 6275851, 12742452, 356614800, 356614801, 1033366170, 1033366171, 1455770342, 8463825582, 131057577510, 131057577511, …(Folge A010352 in OEIS) | 1, 2, 3, 4, 5, 6, 7, 8, 41, 50, 126, 127, 468, 469, 1824, 8052, 8295, 9857, 1198372, 3357009, 3357010, 6287267, 156608073, 156608074, 403584750, 403584751, 586638974, 3302332571, 42256814922, 42256814923, 114842637961, … (Folge A010353 in OEIS)                                           |
| 10      | siehe oben (Folge A005188 in OEIS) | siehe oben (Folge A005188 in OEIS) |
| …       | … | … |
| 12      | 0, 1, 2, 3, 4, 5, 6, 7, 8, 9, A, B, 25, A5, 577, 668, A83, … | 1, 2, 3, 4, 5, 6, 7, 8, 9, 10, 11, 29, 125, 811, 944, 1539, 28733, 193084, 887690, 2536330, 6884751, 17116683, 5145662993, 25022977605, 39989277598, 294245206529, 301149802206, 394317605931, 429649124722, 446779986586, … (Folge A161949 in OEIS)                                           |
| …       | … | … |
| 16      | 0, 1, 2, 3, 4, 5, 6, 7, 8, 9, A, B, C, D, E, F, 156, 173, 208, 248, 285, 4A5, 5B0, 5B1, 60B, … | 1, 2, 3, 4, 5, 6, 7, 8, 9, 10, 11, 12, 13, 14, 15, 342, 371, 520, 584, 645, 1189, 2458, 2729, 1456, 1457, 1547, 1611, 2240, 2241, 2755, 3240, 3689, 3744, 3745, 47314, 79225, 177922, 177954, 368764, 369788, 786656, 786657, 787680, 787681, 811239, 812263, … (Folge A161953 in OEIS)        |
| …       | … | … |

Beispiel 3:
Wenn man die k-ten Potenzen der Ziffern einer k-stelligen Zahl n aufsummiert, erhält man (für n=1, 2, 3, 4, …) die folgenden Werte:
1, 2, 3, 4, 5, 6, 7, 8, 9, 1, 2, 5, 10, 17, 26, 37, 50, 65, 82, 4, 5, 8, 13, 20, 29, 40, 53, 68, 85, 9, 10, 13, 18, 25, 34, 45, 58, 73, 90, 16, 17, 20, 25, 32, 41, 52, 65, 80, 97, 25, 26, 29, 34, 41, 50, 61, 74, 89, 106, 36, 37, 40, 45, 52, 61, 72, 85, 100, 117, 49, 50, 53, 58, 65, … (Folge A101337 in OEIS)
Die obige Liste ist so zu deuten: zum Beispiel steht an der {\displaystyle 27}. Stelle (dieser Wert {\displaystyle 27} ist zweistellig) der Wert {\displaystyle 53}. Wenn man also von {\displaystyle 27} die Ziffern mit der Anzahl ihrer Stellen, also {\displaystyle 2}, potenziert, ergibt es {\displaystyle 53}. Tatsächlich ist {\displaystyle 2^{2}+7^{2}=53}. Erhält man wieder exakt den Wert der Stelle (in diesem Fall wäre es {\displaystyle 27} gewesen), hätte man eine narzisstische Zahl gefunden.

## Eigenschaften
- Die Anzahl der narzisstischen Zahlen in einer gegebenen Basis b ist endlich.

Beweis:
Die maximal mögliche Summe von k-ten Potenzen einer k-stelligen Zahl in der Basis {\displaystyle b} ist {\displaystyle k\cdot (b-1)^{k}}. Ab einer gewissen Größe von k gilt aber auf jeden Fall {\displaystyle k\cdot (b-1)^{k}<b^{k-1}}. Somit darf keine narzisstische Zahlen mit Basis {\displaystyle b} mehr als k Stellen haben, was bedeutet, dass es nur endlich viele narzisstische Zahlen geben kann.
- Spezialfall: Jede narzisstische Zahl im Dezimalsystem muss kleiner als {\displaystyle 10^{60}} sein.

Beweis:
Wegen der obigen Eigenschaft muss für k-stellige Zahlen gelten: {\displaystyle k\cdot 9^{k}<10^{k-1}}. Diese Ungleichung hat die Lösung {\displaystyle k\leq 60}.
Somit darf eine narzisstische Zahl im Dezimalsystem nicht größer als {\displaystyle 10^{60}} sein.
- Es gibt nur 88 narzisstische Zahlen im Dezimalsystem. Die größte narzisstische Zahl im Dezimalsystem hat aber nur 39 Stellen (statt den oben angegebenen maximalen 60 Stellen) und ist die folgende:

{\displaystyle 115.132.219.018.763.992.565.095.597.973.971.522.401=1^{39}+1^{39}+5^{39}+\ldots +4^{39}+0^{39}+1^{39}}
- Alle einstelligen Zahlen sind narzisstische Zahlen (in jeder Basis).
- Es gibt mindestens eine zweistellige narzisstische Zahl in einer Basis {\displaystyle b} genau dann, wenn {\displaystyle b^{2}+1} keine Primzahl ist.

Die Anzahl der zweistelligen narzisstischen Zahlen in der Basis {\displaystyle b} ist dann {\displaystyle \tau (b^{2}+1)-2}, wobei {\displaystyle \tau (b)} die Anzahl der positiven Teiler von {\displaystyle b} ist (zum Beispiel ist {\displaystyle \tau (10)=4}, weil 10 die Teiler 1, 2, 5 und 10 hat).
- Jede Basis {\displaystyle b\geq 3}, welche kein Vielfaches von {\displaystyle 9} ist, hat mindestens eine dreistellige narzisstische Zahl. Die Basen ohne dreistellige narzisstische Zahlen sind die folgenden:

2, 72, 90, 108, 153, 270, 423, 450, 531, 558, 630, 648, 738, 1044, 1098, 1125, 1224, 1242, 1287, 1440, 1503, 1566, 1611, 1620, 1800, 1935, … (Folge A248970 in OEIS)
Es gibt mit diesen Basen also keine dreistellige Zahl {\displaystyle xyz_{b}} mit {\displaystyle x^{3}+y^{3}+z^{3}=x\cdot b^{2}+y\cdot b+z}.

## Perfekte digitale Invariante
Eine Zahl, deren Summe ihrer Ziffern, jeweils potenziert mit irgendeiner Zahl (und nicht mit ihrer Stellenanzahl), wieder die Zahl selbst ergibt, nennt man perfekte digitale Invariante (oder PDI). Diese Zahlen sind allerdings keine narzisstischen Zahlen. Im Gegensatz zu den narzisstischen Zahlen gibt es bei PDIs (mit Basis {\displaystyle b}) keine obere Schranke für die Größe der Zahl. Man weiß auch nicht, ob es bei gegebener Basis {\displaystyle b} endlich oder unendlich viele PDIs gibt.
Beispiele:
- Die Dezimalzahl {\displaystyle 4150} hat vier Dezimalstellen, man kann sie aber als Summe von fünften Potenzen ihrer Dezimalstellen darstellen:

{\displaystyle 4150=4^{5}+1^{5}+5^{5}+0^{5}}
Sie ist also eine perfekte digitale Invariante, aber keine narzisstische Zahl.
- Die kleinsten PDIs mit irgendeiner Potenz ihrer Ziffern sind

0, 1, 2, 3, 4, 5, 6, 7, 8, 9, 153, 370, 371, 407, 1634, 4150, 4151, 8208, 9474, 54748, 92727, 93084, 194979, 548834, 1741725, 4210818, 9800817, 9926315, 14459929, 24678050, 24678051, 88593477, 146511208, 472335975, 534494836, 912985153, … (Folge A023052 in OEIS)
Die dazugehörigen Potenzen sind
1, 1, 1, 1, 1, 1, 1, 1, 1, 1, 3, 3, 3, 3, 4, 5, 5, 4, 4, 5, 5, 5, 5, 6, 7, 7, 7, 7, 7, 8, 8, 8, 9, 9, 9, 9, … (Folge A046074 in OEIS)
- In den beiden oberen Listen stehen (zum Beispiel) an 29. Stelle die Zahlen 14459929 und 7. Das bedeutet, dass die 8-stellige Zahl

{\displaystyle 14459929=1^{7}+4^{7}+4^{7}+5^{7}+9^{7}+9^{7}+2^{7}+9^{7}} ist.
- In den beiden oberen Listen sind aber auch narzisstische Zahlen inkludiert. Zum Beispiel sind an 25. Stelle die Zahlen 1741725 und 7. Das bedeutet, dass die 7-stellige Zahl {\displaystyle 1741725=1^{7}+7^{7}+4^{7}+1^{7}+7^{7}+2^{7}+5^{7}} ist.
- Die folgende Liste gibt die kleinsten Zahlen an, die gleich sind der Summe ihrer Ziffern mit n-ter Potenz (n=1, 2, 3, …) (die 0 gibt an, dass es keine solche Zahl gibt):

2, 0, 153, 1634, 4150, 548834, 1741725, 24678050, 146511208, 4679307774, 32164049650, 0, 564240140138, 28116440335967, 0, 4338281769391370, 233411150132317, … (Folge A003321 in OEIS)
Es steht zum Beispiel an der sechsten Stelle {\displaystyle 548834}. Das bedeutet, dass {\displaystyle n=6} ist und dass gilt: {\displaystyle 548834=5^{6}+4^{6}+8^{6}+8^{6}+3^{6}+4^{6}}

## Narzisstische Zahlen mit steigender Potenz
Narzisstische Zahlen mit steigender Potenz sind Zahlen, deren Summe ihrer Ziffern, potenziert mit deren Stelle in der Zahl (von links gezählt), die Zahl selbst ergibt. Also zum Beispiel eine Zahl abc = {\displaystyle a^{1}+b^{2}+c^{3}}.
Beispiele:
- {\displaystyle 2427=2^{1}+4^{2}+2^{3}+7^{4}=2+16+8+2401}
- {\displaystyle 2646798=2^{1}+6^{2}+4^{3}+6^{4}+7^{5}+9^{6}+8^{7}}
- Folgende Zahlen sind in diesem Sinne narzisstisch:

0, 1, 2, 3, 4, 5, 6, 7, 8, 9, 89, 135, 175, 518, 598, 1306, 1676, 2427, 2646798, 12157692622039623539 (Folge A032799 in OEIS)

## Narzisstische Zahlen mit konstanter Basis
Narzisstische Zahlen mit konstanter Basis sind Zahlen, bei denen die Basis konstant ist und die Exponenten den Ziffern der Zahl entsprechen.
Beispiel:
{\displaystyle 4624=4^{4}+4^{6}+4^{2}+4^{4}=256+4096+16+256}

## Wilde narzisstische Zahlen
Wilde narzisstische Zahlen sind Zahlen, bei denen die Weise, auf die sie sich selbst aus ihren Ziffern erzeugen, nicht einheitlich ist.
Beispiel:
{\displaystyle 24739=2^{4}+7!+3^{9}=16+5040+19683}

## Interessante Zahlen
Interessante Zahlen sind noch freier als die wilden narzisstischen Zahlen bei ihrer Erzeugung:
Beispiele:
{\displaystyle 3456=3!\cdot {\frac {4}{5}}\cdot 6!}
{\displaystyle 355=3\cdot 5!-5}
{\displaystyle 127=-1+2^{7}}
{\displaystyle 343=(3+4)^{3}}